# إدوارد كلاين (روائي)
إدوارد كلاين (بالإنجليزية: Edward Cline)‏‏ (1946 في بيتسبرغ - )؛ روائي من الولايات المتحدة.